# حمص بطحينة

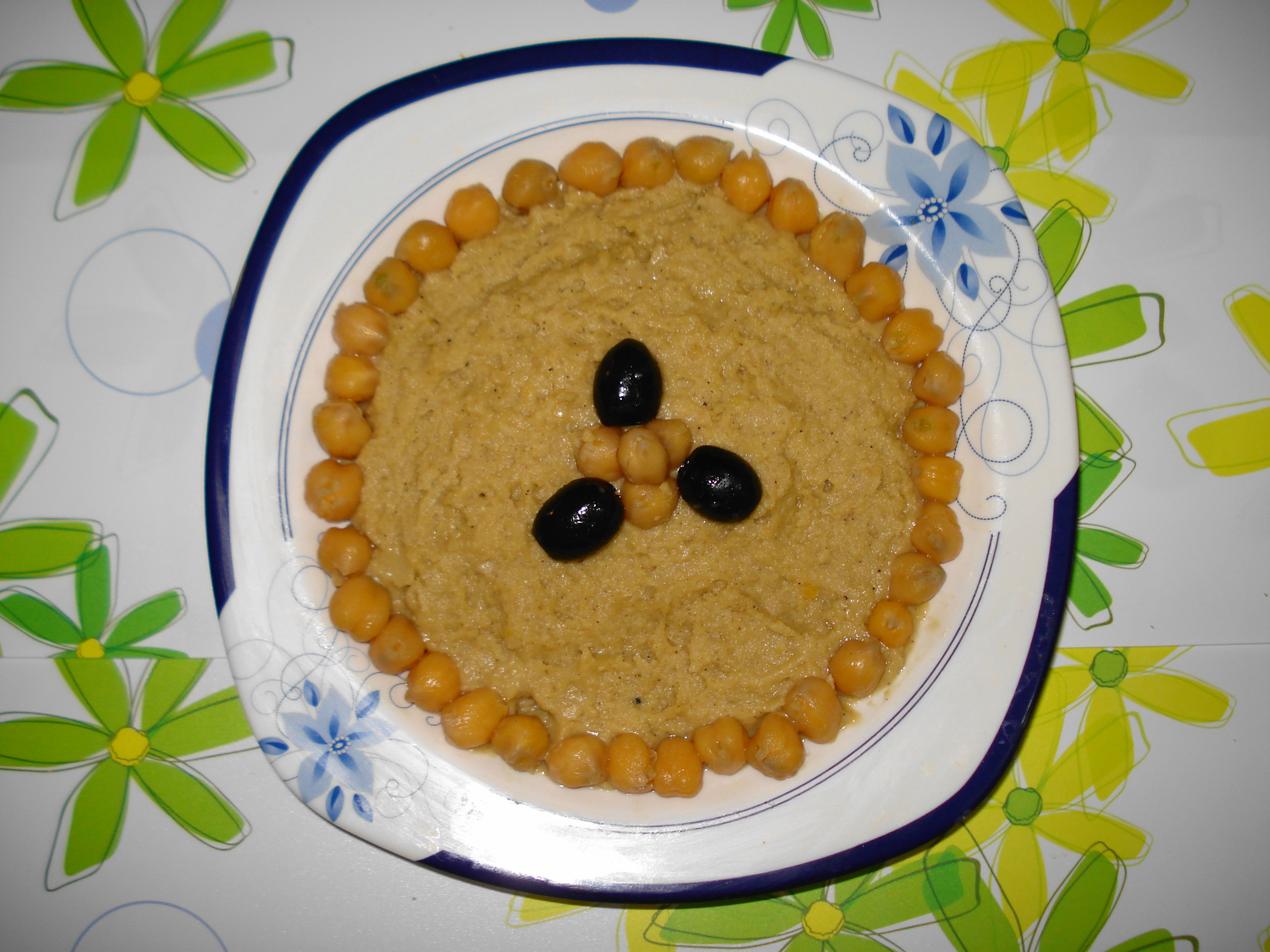
تغميسة الحمص.

الحُمص بالطحينة أو الحمص أو المسبحة (في بعض اللهجات السورية كالدمشقية واللاذقية) هو طبق شامي شهير من أنواع المقبلات يتم صنعه بشكل أساسي من حبوب الحمص المسلوق وطحينة السمسم، ويسمى في مدينة دمشق بالمسبحة وهي مختلفة عن أكلة مشابهة لها تسمى أيضا المسبحة في عموم بلاد الشام.
يعد الحمص من أكثر البقوليات استهلاكاً في العالم، وقد كان جزءا من بعض الأنظمة الغذائية التقليدية منذ حوالي 7500 عام.

## الأصل والتاريخ

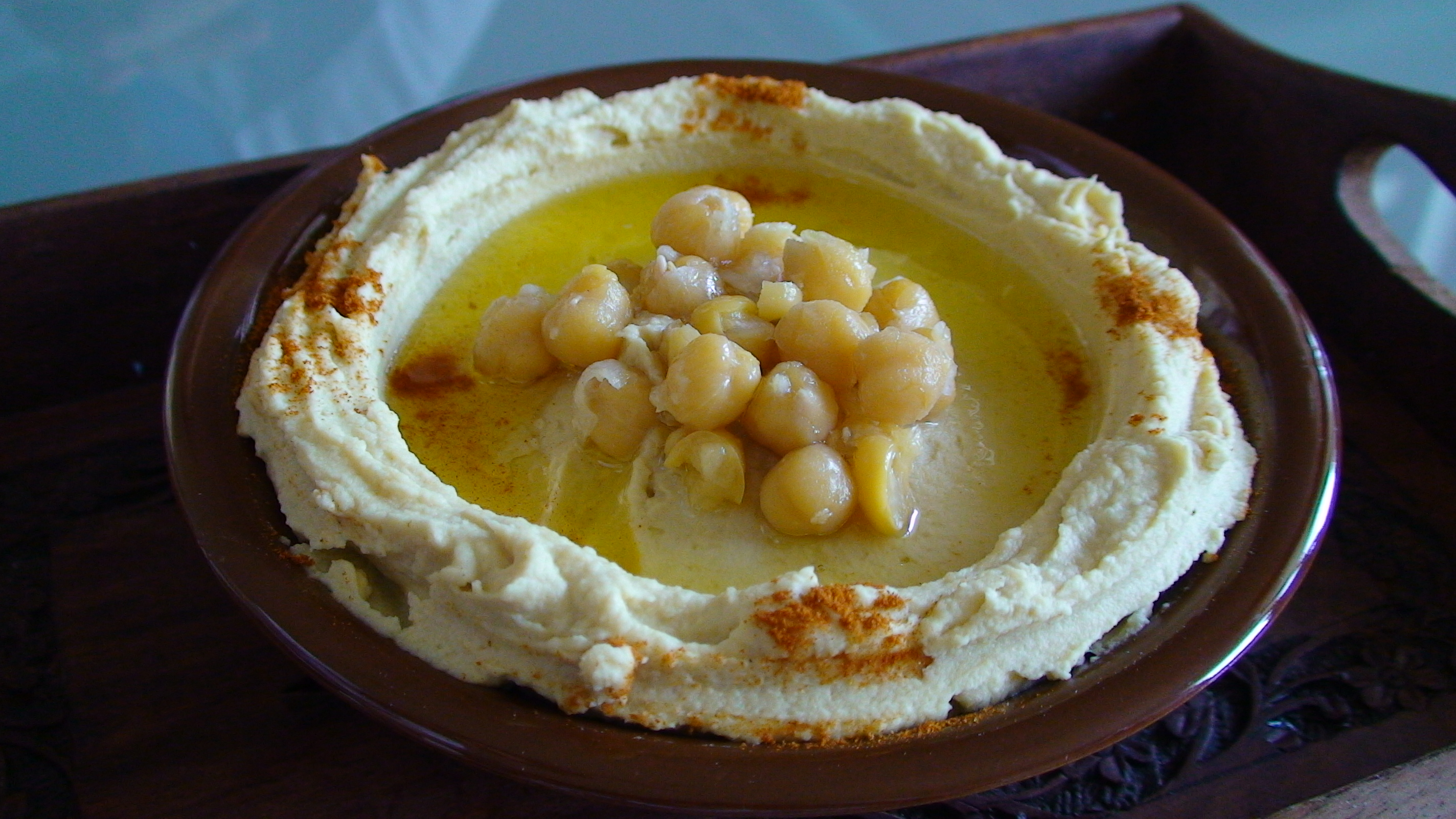
طحينة مغطاة بالحمص الكامل وزيت الزيتون.

على الرغم من وجود نظريات وادعاءات مختلفة حول الأصول في أجزاء مختلفة من الشرق الأوسط، إلا أن الأدلة غير كافية لتحديد الموقع الدقيق أو وقت ابتكار الحمص بالطحينة. تم الجمع بين مكوناته الأساسية - الحمص والسمسم والليمون والثوم - وتم تناولها في بلاد الشام على مدار قرون. على الرغم من أن السكان الإقليميين تناولوا على نطاق واسع الحمص، وكثيرا ما طهوه مع اليخنات وغيرها من الأطباق الساخنة، الحمص المهروس البارد مع الطحينة لم يظهر قبل الفترة العباسية في الشام.
تم تسجيل أقدم وصفات مكتوبة معروفة لطبق الحمص بالطحينة في كتب طبخ مكتوبة في مدينة حلب في القرن الثالث عشر. يظهر الحمص المهروس البارد مع الخل والليمون المخلل مع الأعشاب والتوابل والزيت -لكن بدون طحينة أو ثوم- في كنز الفوائد في تنويع الموائد. ويظهر الحمص والطحينة في كتاب وصف الأطعمة المعتادة، وكان مع الخل (وليس الليمون)، ولكنه يحتوي أيضًا على العديد من التوابل، والأعشاب والمكسرات وليس الثوم.

## طريقة التحضير والاستهلاك
يسلق الحمص سلقاً كافياً إلى أن ينضج الحمص بصورة جيدة. ثم يهرس الحمص بأداة خشبية أو بواسطة آلة كهربائية متخصصة. يضاف للحمص المسلوق قليلٌ من الثوم المهروس (حسب الرغبة) وعصير الليمون الحامض والملح وكمية من الطحينة (عصير السمسم). تخلط المواد وتمزج بصورة جيدة ثم توضع في صحن وتغطى بطبقة خفيفة من زيت الزيتون أو دهن مذاب ساخن (السمن البلدي). تقدم كوجبة كاملة أو كمقبلات.
يمكن أن يضاف أيضاً على الحمص اللحم والصنوبر بحيث تكون المكونات مكعبات لحم البقر، الصنوبر، الزيت النباتي، الفلفل الأسود، القرفة والملح.

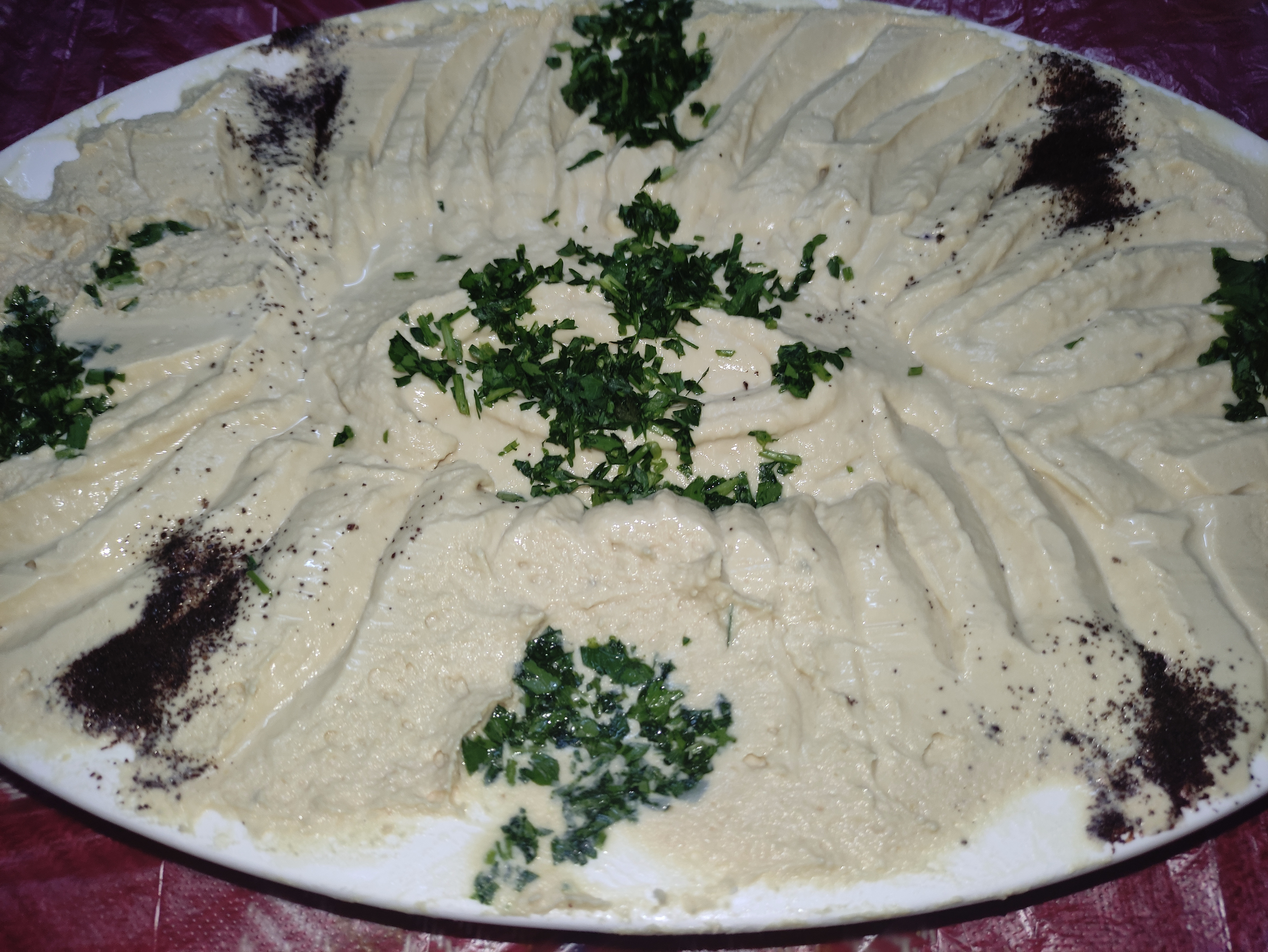
تغميسة الحمص.

هناك طرق كثيرة لاستهلاك الحمص، من أبرزها: غَمسه بالخبز أو البسكويت، أو عمل شطيرة مَحشُوَّة به، ويمكن وضعه كصلصة على السلطة أو أي طعام آخر مناسب، وأيضاً يمكن استخدامه كبديل صحي للأطعمة الأخرى القابلة للدهن، مثل الزبدة.

## المعلومات الغذائية
| العنصر الغذائي   | الكمية (تقريباً) | الوحدة      |
| ---------------- | --------------- | ----------- |
| كربوهيدرات       | 14.3            | غرام        |
| بروتين           | 7               | غرام        |
| طاقة             | 161             | سعرة حرارية |
| دهون             | 9               | غرام        |
| الألياف الغذائية | 3.5             | غرام        |
| حديد             | 2.57            | ملغرام      |
| كالسيوم          | 71              | ملغرام      |
| صوديوم           | 375             | ملغرام      |
| كوليسترول        | 0               | ملغرام      |

## الفوائد الصحية
- الحمص مصدر جيد للبروتين النباتي، فيُعتبَر جيداً للأشخاص النباتيين.
- تحسين عملية الهضم وصحة الأمعاء.
- غني بالفيتامينات والمعادن.
- يساعد على تحسين صحة العظام والقلب.
- المساعدة على الشعور بالشبع، مما يمنع الأكل أكثر، وبالتالي يساعد على إنقاص الوزن.
- يساعد على التقليل من الالتهابات.
- اكتساب الطاقة، وذلك من خلال مادة النشا الموجودة في الحمص.

يتكون طبق الحمص من الحمص والطحينة وزيت الزيتون والثوم وعصير الليمون والملح، وعندما تُجمَع هذه المكونات مع بعضها توفِّر المزيد من الفوائد الصحية.
الطحينة، التي يعتقد أنها من أقدم التوابل في العالم، تحتوي على فيتامين e الذي يعد مضادًا للأكسدة، ويمكن أن تساعد في تقليل المخاطر المرتبطة بمقاومة الأنسولين وأمراض القلب وبعض أنواع السرطان، وتعد مصدرًا جيدًا للأحماض الأمينية المهمة، بما في ذلك الميثيونين.
أما الثوم فهو مصدر جيد للعديد من العناصر الغذائية، مثل مركبات الفلافونويد والسيلينيوم والكبريت وغير ذلك، ويُعتبَر مضادًا للفطريات والفيروسات ومضادًا أيضاً للأكسدة والالتهابات.
أما زيت الزيتون فهو يساعد على الوقاية من أمراض القلب والأوعية الدموية، ويعمل على تحسين مستويات ضغط الدم وتقليل الكولسترول الضار.
وأما عصير الليمون فيساعد على زيادة المناعة وتحسين الهضم والحفاظ على ثبات مستويات السكر في الدم، بالإضافة إلى أنه يكافح ارتفاع مستوى الحموضة الموجودة في كثير من الأنظمة الغذائية.